# 吉氏擬鮋
吉氏擬鮋（学名：Scorpaenopsis gilchristi）是輻鰭魚綱鮋形目鮋亞目鮋科的其中一種，為亞熱帶海水魚，分布於西印度洋南非納塔爾海域，棲息深度可達26公尺，體長可達6公分，棲息在底層水域，生活習性不明。

## 扩展阅读
維基物種上的相關：吉氏擬鮋